# Partiet för folkets frihet
PARNAS (Partiet för folkets frihet, ryska: Партия народной свободы, förkortat ПАРНАС) var ett liberaldemokratiskt politiskt parti i Ryssland, grundat 2010 och upplöst 2023. Partiet förespråkade mänskliga rättigheter, fria val, marknadsekonomi och ett Ryssland fritt från korruption och auktoritärt styre.

## Historik
Partiet bildades i december 2010 genom en sammanslagning av flera oppositionsgrupper, bland annat partierna Solidarnost, Republikanska partiet i Ryssland och rörelsen "För ett Ryssland utan laglöshet och korruption". Bland de ursprungliga ledarna fanns Boris Nemtsov, Vladimir Milov, Michail Kasianov och Vladimir Ryzjkov, alla framstående oppositionsfigurer. 
I april 2011 nekade de ryssländska myndigheterna PARNAS registrering, vilket förhindrade partiet från att delta i parlamentsvalet samma år. Efter en dom i Europadomstolen 2012 återfick partiet sin rättsliga status under sitt tidigare namn, Republikanska partiet, och antog därefter namnet PARNAS som en del av sitt officiella namn. 
Partiet spelade en viktig roll i den ryssländska oppositionen under 2010-talet och var en av arrangörerna bakom de massprotester som riktade sig mot valfusk och Vladimir Putins politik. Mordet på Boris Nemtsov 2015, en av partiets mest framträdande ledare, var ett stort slag för partiet och den ryssländska oppositionen i stort. 
Under 2020-talet mötte PARNAS allt större motstånd från myndigheterna. Partiet svartlistades som "utländsk agent" och flera av dess ledare tvingades i exil. År 2023 meddelade partiets återstående ledarskap dess formella upplösning, med hänvisning till den omöjliga politiska situationen i Ryssland. 

## Ideologi
PARNAS beskrev sig som liberaldemokratiskt och förespråkade följande mål:
- Ett demokratiskt Ryssland med fria och rättvisa val.
- Upprättande av rättsstaten och ett oberoende domstolsväsen.
- Bekämpning av korruption och monopol inom den ryssländska ekonomin.
- Avveckling av Vladimir Putins auktoritära styre och införande av verkligt folkstyre. 
Partiet förespråkade också ett närmande till västvärlden, inklusive förbättrade relationer med EU och USA, samt ett slut på Rysslands aggression mot Ukraina och andra grannländer. 

## Organisation
Partiets ledarskap bestod av en kollektiv styrelse där ordförandeposten roterade mellan flera medlemmar. Bland dess mest framträdande ledare fanns:
- Boris Nemtsov – tidigare vice premiärminister och en av partiets grundare.
- Michail Kasianov – tidigare premiärminister och partiledare.
- Vladimir Ryzjkov – tidigare parlamentsledamot och känd för sitt arbete för demokratiska reformer. 
PARNAS samarbetade med andra oppositionspartier och rörelser, bland annat Jabloko och olika civilsamhällesorganisationer. Partiet deltog i flera koalitioner för att mobilisera motståndet mot Vladimir Putins regim. 

## Valdeltagande
På grund av myndigheternas blockering kunde PARNAS endast delta i ett fåtal val. Vid parlamentsvalet 2016 misslyckades partiet att nå den femprocentsspärr som krävdes för att ta plats i Statsduman. Trots detta förblev PARNAS en viktig röst för oppositionen fram till dess upplösning.

## Kritik och motgångar
PARNAS mötte ständiga utmaningar i form av förföljelse, censur och interna konflikter. Partiet kritiserades också för bristande enighet och misslyckanden att bygga bredare koalitioner inom oppositionen. Mordet på Boris Nemtsov och exil för många ledare bidrog ytterligare till partiets svagare ställning under 2020-talet. 

## Upplösning
I maj 2023 beslutade Rysslands högsta domstol att upplösa PARNAS, med motiveringen att partiet inte hade det erforderliga antalet regionala avdelningar och på grund av klagomål från skattemyndigheten och justitieministeriet. 